# IF：この世界で
「IF：この世界で」（イフ このせかいで）は、CooRieの14枚目のシングル。2009年4月29日にLantisから発売された。

## 概要
前作「パルトネール」から5ヶ月ぶりのリリースとなる2009年1作目のシングル。表題曲はPS2用ゲームソフト『D.C.I.F. 〜ダ・カーポ〜 イノセントフィナーレ』のオープニングテーマとして使用された。自身が『D.C. 〜ダ・カーポ〜』シリーズのオープニングテーマを手掛けるのは、本作が初である。
ジャケットには、ブーケを持ったウェディングドレス姿の白河ことりが描かれている。

## 収録曲
（全作詞・作曲：rino、編曲：大久保薫）
1. IF：この世界で [4:31]
  - PS2用ゲームソフト『D.C.I.F. 〜ダ・カーポ〜 イノセントフィナーレ』オープニングテーマ
2. ALIVE [4:24]
3. IF：この世界で（off vocal）
4. ALIVE（off vocal）

## 収録アルバム
| 曲名           | アルバム               | 発売日         | 備考                  |
| -------------- | ---------------------- | -------------- | --------------------- |
| IF：この世界で | 『Imagination Market』 | 2009年10月21日 | 4thオリジナルアルバム |
| ALIVE          | 『Imagination Market』 | 2009年10月21日 | 4thオリジナルアルバム |